# الأولاد السودانيون المفقودون (فلم)
الأطفال السودانيون المفقودون هو فيلم وثائقي من إعداد ميغان ميلان وجون شينك عن طفلين من الدينكا من السودان، سانتينو ماجوك تشور وبيتر نيارول دوت، وصلا إلى الولايات المتحدة بعد فرارهما من الحرب الأهلية في بلادهم. «لقد أصبحا يتامى كأطفال صغار» في الحرب الأهلية السودانية الثانية «نجوا من الهجمات ونيران الميليشيات للوصول إلى مخيم للاجئين في كينيا مع آلاف الأطفال الآخرين».
عنوان الفيلم الوثائقي «الأولاد المفقودون في السودان» في الأصل هو الاسم الذي أطلق من قبل عمال الإغاثة التابعين للأمم المتحدة على الأولاد الذين فروا من السودان خلالالحرب الأهلية السودانية الثانية.

## روابط خارجية
- الأولاد السودانيون المفقودون (فيلم) على موقع IMDb (الإنجليزية)
- الأولاد السودانيون المفقودون (فيلم) على موقع ميتاكريتيك (الإنجليزية)
- الأولاد السودانيون المفقودون (فيلم) على موقع روتن توميتوز (الإنجليزية)
- الأولاد السودانيون المفقودون (فيلم) على موقع أول موفي (الإنجليزية)
- الأولاد السودانيون المفقودون (فيلم) على موقع بوكس أوفيس موجو (الإنجليزية)
- الأولاد السودانيون المفقودون (فيلم) على موقع فيلمافينيتي (الإسبانية)
- الأولاد السودانيون المفقودون (فيلم) على موقع قاعدة بيانات الفيلم (الإنجليزية)
- الأولاد السودانيون المفقودون (فيلم) على موقع ليتربوكسد (الإنجليزية)
- الأولاد السودانيون المفقودون (فيلم) على موقع كينوبويسك (الروسية)